# Aktenwagen

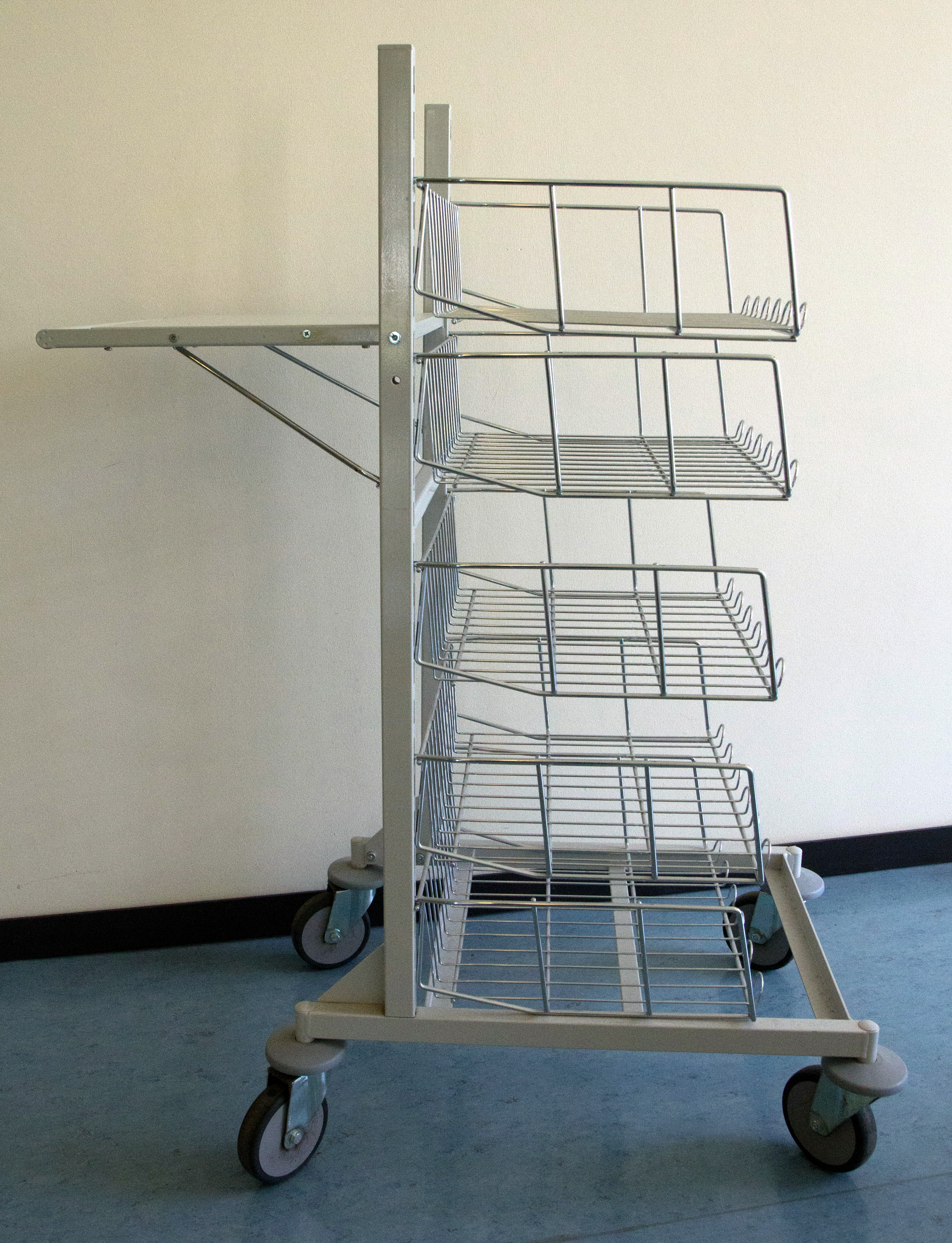
Aktenwagen in einem Ministerium (2017)

Der Aktenwagen, bekannt insbesondere bei Gerichten, Behörden und Verwaltungen, ist ein Gefährt zur internen Beförderung von Akten, Briefen und auch Büromaterial.
Es handelt sich zumeist um einen Wagen aus Holz, der mit vier Rädern und gelegentlich, zum vereinfachten Vortrieb, mit einem Elektromotor ausgestattet ist. Meist sind, wegen der besseren Lenkbarkeit, das vordere oder hintere Räderpaar drehbar. Dieser Wagen kann mehrere Ebenen haben. Mit diesen Wagen wird der interne Akten- und Postverkehr zwischen der Poststelle oder Registratur, der Kanzlei oder dem Sachbearbeiter und auch dem Schreibdienst bzw. der Sekretärin abgewickelt.
An den einzelnen Anlaufstationen befindet sich meist ein Aktenbock zur Aufnahme der neuen und zur Abholung der erledigten Akten. Dieser hat, im Gegensatz zum Aktenwagen, keine Räder und ist daher nur stationär einsetzbar. Damit haben die Aktenboten in jeder Anlaufstation einen festgelegten Platz um die Akten auszutauschen, und zwar auch dann, wenn das Zimmer gerade nicht besetzt ist.
Aktenwagen und Aktenbock dienen der reibungslosen internen Abwicklung der Geschäftsvorfälle. In der Zeit der modernen computergestützten Bürokommunikation nimmt der Elektronische Rechtsverkehr allerdings immer mehr zu. Namentlich in Behörden, die auf verkörperte Unterlagen aus Papier angewiesen sind und diese auch archivieren (beispielsweise in der Justiz, in Bau- und Katasterbehörden) findet der Aktenumlauf auch heute noch mehrheitlich auf die herkömmliche Weise statt.